# Урдюхой
Урд-Юхой (чечен. Урд-Юхе) — село в Шатойском районе Чеченской Республики. Входит в Саттинское сельское поселение.

## География
Село расположено на правом берегу реки Аргун, к юго-восток от районного центра Шатой.
Ближайшие населённые пункты: на западе — село Памятой, на северо-западе — село Нихалой, на востоке — село Дегесты, на северо-востоке — село Мускали.

## Население
| 1990 | 2002 | 2010 |
| ---- | ---- | ---- |
| 222  | ↗310 | ↗343 |